# Trichosea obsolescens
Trichosea obsolescens är en fjärilsart som beskrevs av W. Warren 1913. Trichosea obsolescens ingår i släktet Trichosea och familjen Pantheidae. Inga underarter finns listade i Catalogue of Life.